# Liste der Naturdenkmale in Altheim (bei Ehingen)
| Naturdenkmale | Anzahl |
| ------------- | ------ |
| FND           | 2      |
| END           | 10     |
| Gesamt        | 12     |

Die Liste der Naturdenkmale in Altheim nennt die verordneten Naturdenkmale (ND) der im baden-württembergischen Alb-Donau-Kreis liegenden Gemeinde Altheim. In Altheim gibt es insgesamt zwölf als Naturdenkmal geschützte Objekte, davon zwei flächenhafte Naturdenkmale (FND) und zehn Einzelgebilde-Naturdenkmale (END).
Stand: 31. Oktober 2016.

## Flächenhafte Naturdenkmale (FND)
| Name                                               | Bild | Kennung     | Einzelheiten | Position | Fläche Hektar | Datum        |
| -------------------------------------------------- | ---- | ----------- | ------------ | -------- | ------------- | ------------ |
| Altheimer Hüle                                     | BW   | 84250040011 | Altheim      | ⊙        | 0,0           | 8. Sep. 1994 |
| Hangbereich mit Feldhecke und ehemaliger Sandgrube | BW   | 84250040008 | Altheim      | ⊙        | 4,6           | 8. Sep. 1994 |
| Legende für Naturdenkmal                           |      |             |              |          |               |              |

## Einzelgebilde (END)
| Name                         | Bild | Kennung     | Einzelheiten | Position | Fläche Hektar | Datum         |
| ---------------------------- | ---- | ----------- | ------------ | -------- | ------------- | ------------- |
| Buche                        |      | 84250040002 | Altheim      | ???      | 0,0           | 25. Feb. 1971 |
| Höhle                        |      | 84250040001 | Altheim      | ???      | 0,0           | 25. Feb. 1971 |
| Obstbaumallee (63 Obstbäume) | BW   | 84250040005 | Altheim      | ⊙        | 0,0           | 8. Sep. 1994  |
| 1 Linde                      | BW   | 84250040004 | Altheim      | ⊙        | 0,0           | 8. Sep. 1994  |
| 1 Linde                      | BW   | 84250040010 | Altheim      | ⊙        | 0,0           | 8. Sep. 1994  |
| 1 Rotbuche                   | BW   | 84250040003 | Altheim      | ⊙        | 0,0           | 8. Sep. 1994  |
| 1 Winterlinde                | BW   | 84250040012 | Altheim      | ⊙        | 0,0           | 8. Sep. 1994  |
| 2 Eschen                     | BW   | 84250040009 | Altheim      | ⊙        | 0,0           | 8. Sep. 1994  |
| 2 Kastanienbäume             | BW   | 84250040006 | Altheim      | ⊙        | 0,0           | 8. Sep. 1994  |
| 2 Winterlinden               | BW   | 84250040007 | Altheim      | ⊙        | 0,0           | 8. Sep. 1994  |
| Legende für Naturdenkmal     |      |             |              |          |               |               |